# Služební pes

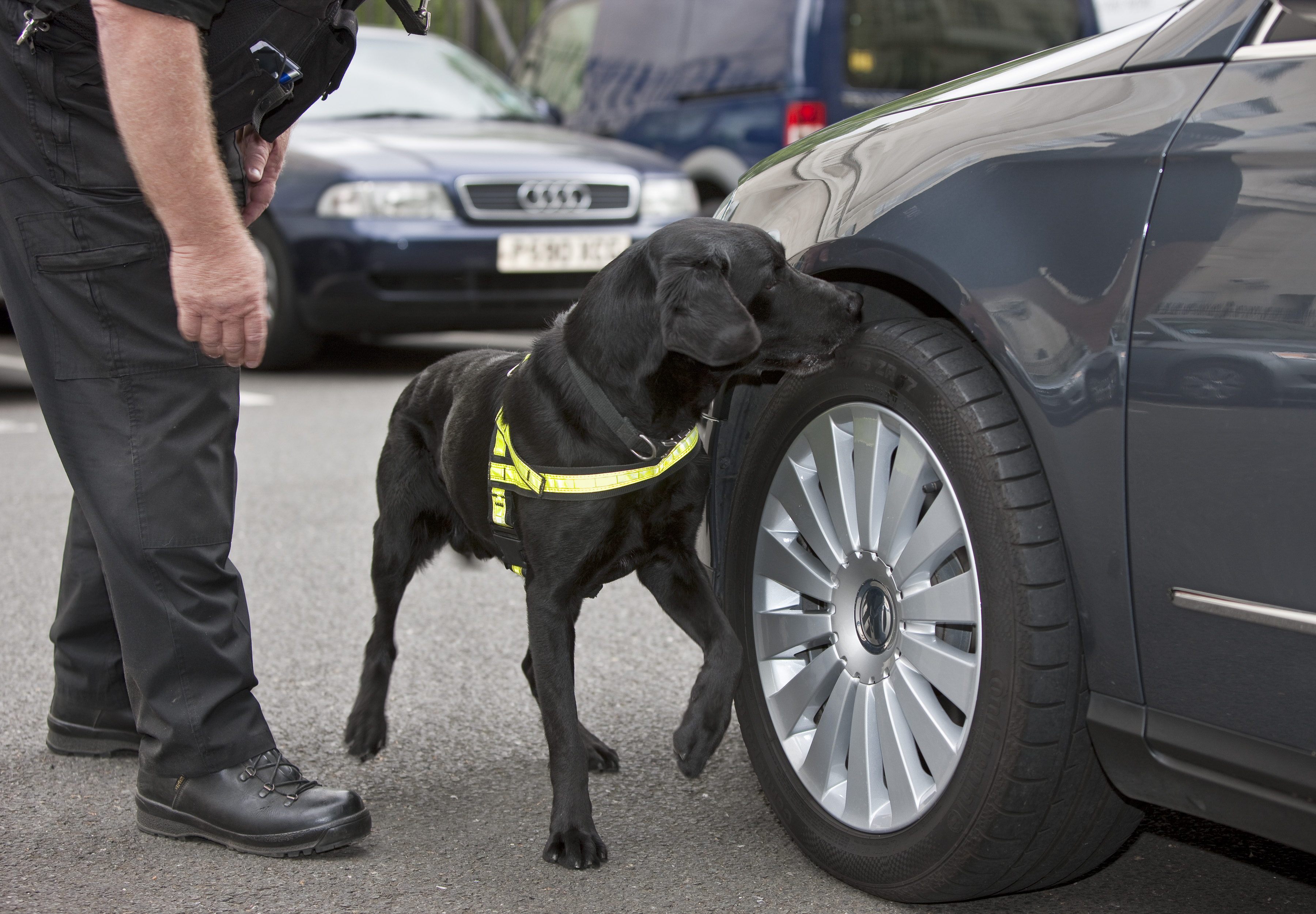
Policejní pes pátrající po výbušninách

Služební pes je označení psa, který primárně neslouží jako společník, ale využívá se pro účely bezpečnostních složek. Nejde o přesně vyhraněnou skupinu plemen a názory na užití jednotlivých psů se mohou lišit, obecně bývají ale jako pracovní uváděni němečtí ovčáci, dobrmani, erdelteriéři nebo knírači. Jsou cvičeni pro různé účely, od vyhledávání drog nebo výbušnin až po hlídání objektů a osob. Dále také propátrávání budov, pátrání po zbraních a upozorňování na případné nebezpečí. Velký nárůst je patrný též mezi detekčními psy pracujícími na letištích.
V Česku jsou služební psi využíváni policií, která jich k roku 2020 chovala přibližně sedm set, i armádou, která má ale poměrně menší chovnou základnu. Slouží i jako podpora cizinecké policie; ať už při eskortu osob nebo jejich vyhledávání.
Ve světě se výcvikem služebních psů zabývá i Světová celní organizace (WCO), jejímž cílem je sjednocení celních postupů. Vlastní výcvikové středisko mají například v maďarském hlavní městě Budapešti a každé dva roky pořádají Canine Forum zaměřeně na psy a jejich psovody. WCO také uděluje právo školit zahraniční psovody a cvičit psy, a to pouze některým zemím; Česko mezi tyto země patří.

## Služební plemena psů
Jako služební mohou být využívána mnohá plemena psů, ale i jejich kříženci. Jedněmi z nejznámějších a nejpočetnějších služebních plemen jsou němečtí ovčáci, kteří se u policie uplatňují prakticky již od svého vzniku. V současnosti jsou hojně nahrazováni lehčími a rychlejšími belgickými malinoisy, kteří jsou dobře uplatnitelní v mnoha odvětvích služební kynologie. Tato dvě plemena jsou též nejvíce zastoupena na mezinárodních soutěžích služebních psů. Armáda České republiky cvičí ale například i velké knírače.
Ještě před ovčáckými plemeny byli ale na stopařské práce využívání zcela jiní psi: bloodhoundi. Ti jsou dobře uzpůsobení na pachové práce díky svým dlouhým uším a vrásčitému obličeji, ale v současnosti se již využívají spíše jako společníci a případně lovečtí psi.
Dalšími v současnosti často využívanými služebními psy jsou dobrmani, kteří byli využíváni americkou armádou již během druhé světové války a v současné době je bezpečnostní složky stále využívají. Pro pátrání po zakázaných chemikáliích, drogách nebo kontrabandu bývají využíváni i špringrové, angličtí kokršpanělé, labradorští retrívři. Právě labradorští retrívři jsou často k vidění na mezinárodních letištích a na hraničních přechodech. Jako služební psi se dobře osvědčili i rotvajleři, kteří jsou speciálně nasazováni na místech, kde je potřeba zachovat ticho: většina psů při vykonávání své práce štěká nebo vyje, zatímco rotvajleři zachovávají ticho a klid.
Některá plemena byla vyšlechtěna speciálně pro účely bezpečnostních složek, příkladem mohou být moskevští strážní psi a černí teriéři. Tato ruská plemena začala vznikat s koncem druhé světové války, kdy byl o velké služební psy zájem.

## Chov

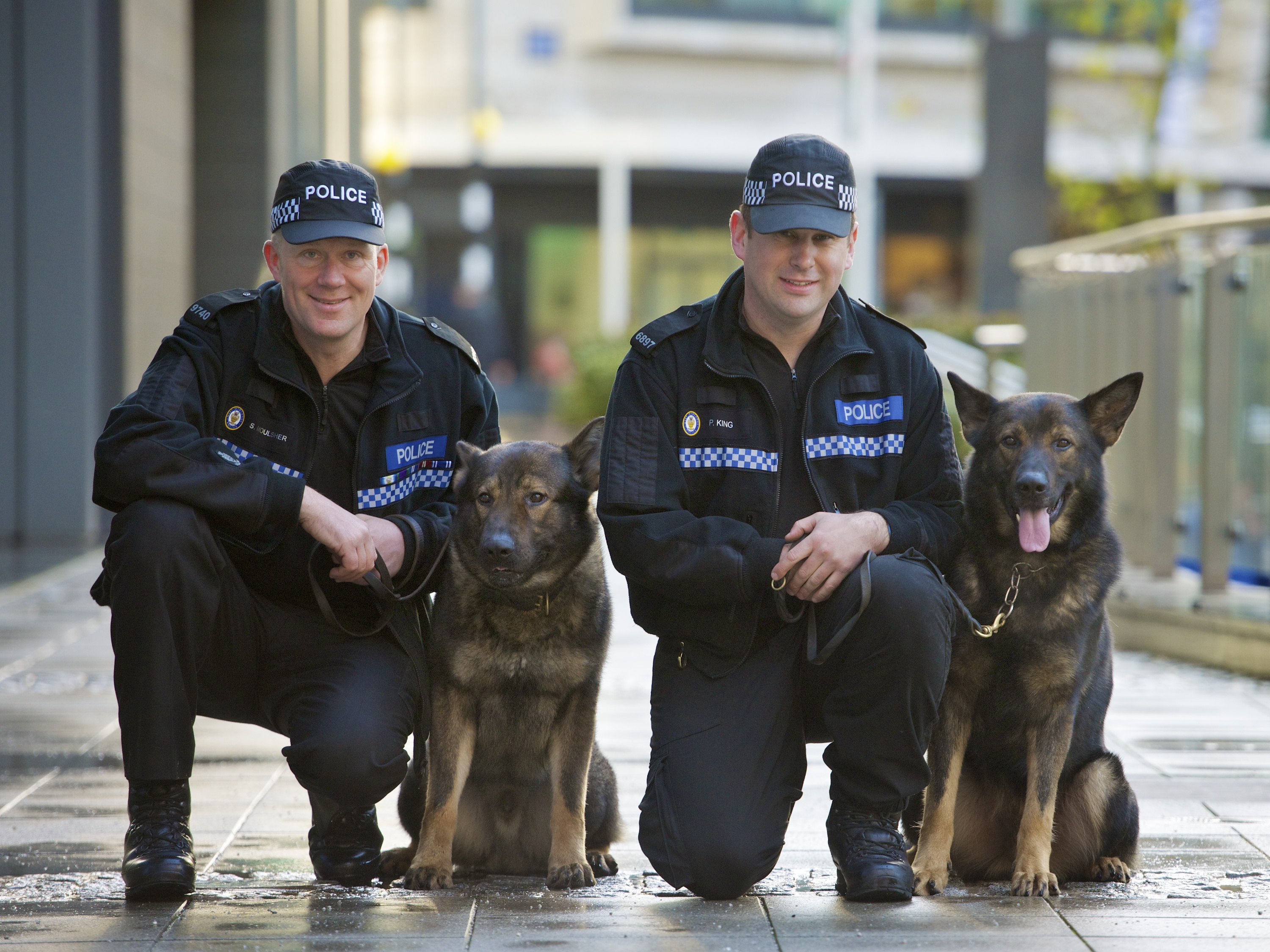
Služební němečtí ovčáci se svými psovody

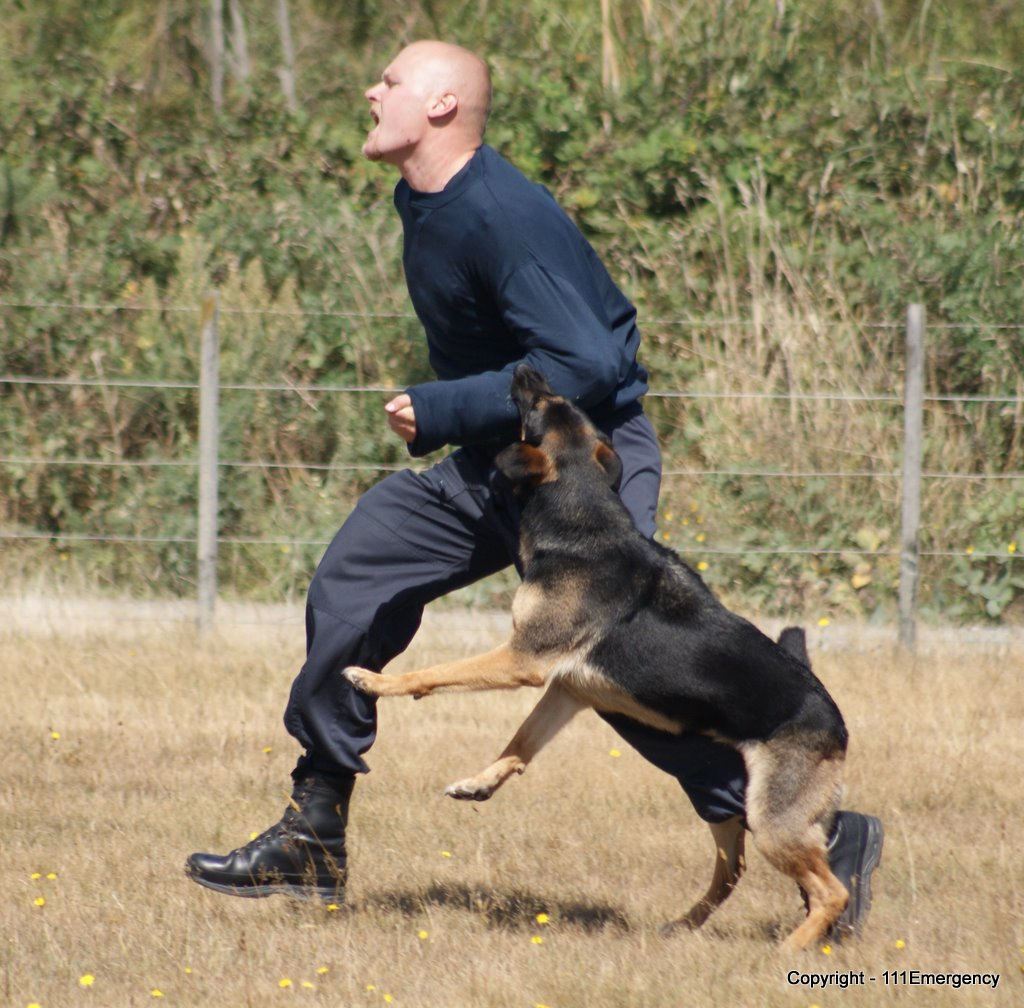
Zadržení figuranta policejním psem

Dle studie provedené na Novém Zélandu se „důchodového věku“ osmi let dožije pouze 40 % služebních německých ovčáků. Hlavním důvodem byla fyzická neschopnost plnit úkoly, důležitou roli v tom hrají i různá onemocnění: 27 % ze všech uspaných nebo bývalých služebních psů bylo vyřazeno ze služby právě kvůli onemocnění páteře nebo zádě. Z celkového počtu 182 pozorovaných německých ovčáků bylo ve výsledku čtyřiadvacet uspáno (tři z nich kvůli nadměrné agresivitě), jedenáct zemřelo a pět bylo zabito – zbytek byl ve výslužbě nebo stále pracující. Studie též zmiňuje, že u německých ovčáků jsou dědičné choroby častější než například u belgických ovčáků.

### Výcvik
Služební psi bývají často cvičeni v jiných zemích, než v jakých jsou pak nasazeni, což vede k tomu, že američtí psi slyší na německé nebo například nizozemské povely. Jde ale jen o kvalitu psa a jeho výcviku – na jazyce nezáleží, jelikož psi jsou vycvičeni k tomu, aby poslouchali pouze své psovody. Česko patří dlouhodobě mezi země známé kvalitním výcvikem služebních psů, proto zdejší psi putují například do Izraele, Spojených států amerických nebo Saúdské Arábie. Důvodem může být i fakt, že zdejší psi jsou cvičeni pomocí tzv. pozitivní motivace. Ta se zaměřuje spíše na odměňování požadovaného chování, než trestání nevhodného.
V Česku je též rozdíl mezi psy cvičenými pro policii a pro armádu. Totiž policie si zařizuje vlastní chov a má vlastní výcviková centra, zatímco armáda vykupuje psy od civilistů.
Výcvik služebních psů se liší dle jejich zaměření, tedy například pes určení pro vyhledávání omamných látek má jiný výcvik, než jedinec určený pro vyhledávání místa unikání plynu. Na každého z těchto psů se navíc kladou jiné nároky.

### Spolehlivost
Spolehlivost služebních psů bývá zpravidla zpochybňována ne kvůli schopnostem psů samotných, ale kvůli psovodům, kteří jim nevědomky napomáhají během výcviku. Studie efektivity psů v hledání drog a výbušnin byla testována na Kalifornské univerzitě v Davisu například v roce 2012. Vodiči měli za úkol se svými psy projít pokojem a najít v něm drogy nebo výbušniny, které v místnosti ale nebyly. Psi selhali v 80 % případů a autoři studie vyvodili, že to bylo způsobeno ovlivňováním ze strany psovodů.
Podobně negativní výsledek mělo i pozorování Centra pro výzkum chování psů České zemědělské univerzity v Praze z roku 2015. Tehdy psi ze čtyřiceti pokusů chybovali patnáctkrát.

## Historie chovu služebních psů
O „služebně“ užívaných psech můžeme mluvit jíž v době starověku, jednalo se především o oblast Starověkého Říma. Již tehdy uměli Římané své psy vycvičit na čichové práce: je zaznamenán případ ze 3. století př. n. l., kdy pes podle pachové stopy nalezl vraha otroka. Robustní mastifové byli také využíváni španělskými conquistadory při dobývání Ameriky a měli i své vlastní zbroje, které je měly ochránit před otrávenými šípy domorodců.
Využití psů pro úkony bezpečnostních složek se začalo rozmáhat ve 20. století, přesto existují i případy dřívějšího využití. Jedním z nich je i rok 1888 kdy je Scotland Yard použil při pátrání po Jacku Rozparovači jako stopaře. Jednalo se ale spíše o ojedinělý případ a k prvnímu cílenému výcviku služebních psů došlo až o jedenáct let později v Belgii. V Gentu se tehdy začali trénovat první policejní psi. Například v Maďarsku se tak ale stalo až v roce 1914.

## Historie chovu vČesku

### Počátky chovu
Rakouský kriminalista Hans Gross doporučoval psy jako doprovod četníků již v roce 1895 ve své knize Příručka pro vyšetřující soudce, nicméně tehdy se jeho návrhy nesetkaly s kladnou odezvou.
Jako počátek chovu služebních psů v Česku by se dal označit rok 1909, kdy byl zakoupen první pár psů pro c. k. četnictvo. Šlo o psa Vlka a fenu Vlčku, kteří se po úspěšném výcviku stali prvními četnickými psy a i díky jejich výsledkům se začal počet takto využívaných psů zvyšovat. V roce 1909 přibyl i dobrman Petar, který se společně s Vlčkou účastnil prvního předvedení policejních psů konaného toho roku. Majitelem těchto psů byl četnický velitel a kynolog Theodor Rotter, který později nechal vybudovat první psinec a vydal knihu o výcviku policejních psů. I přes snahu o propagaci se ale zpočátku chovu nedařilo. K rozvoji chovu služebních psů došlo až po první světové válce, ve které se byli hojně využíváni, například pro nošení munice, vyhledávání raněných a střežení skladů.
První výcvikové středisko pro vojenské psy bylo založeno v roce 1920 v Kostelci nad Orlicí. O rok později se v Praze na Pankráci odehrály první zkoušky policejních psů československého četnictva.
V roce 1924 zakoupilo tehdejší ministerstvo vnitra bývalou synagogu v Pyšelích, kterou zrekonstruovalo a založila zde Ústav pro chov a výcvik služebních psů četnictva, který zde sídlil od roku 1925. Prvním cvičitelem byl jmenován vrchní strážmistr Adolf Horák a byli zde chováni němečtí ovčáci, erdelteriéři, rotvajleři, knírači, boxeři, dobrmani, čuvači a komondoři. Výcvikové středisko bylo následně přiřazeno k Ústřednímu četnickému pátracímu oddělení v Praze a v roce 1929 byli psovodi se svými psy zařazeni do systemizovaného stavu četnických pátracích stanic.
Několik let poté, v roce 1932, již bylo evidováno 451 služebních psů.

### Psi jako propagace režimu

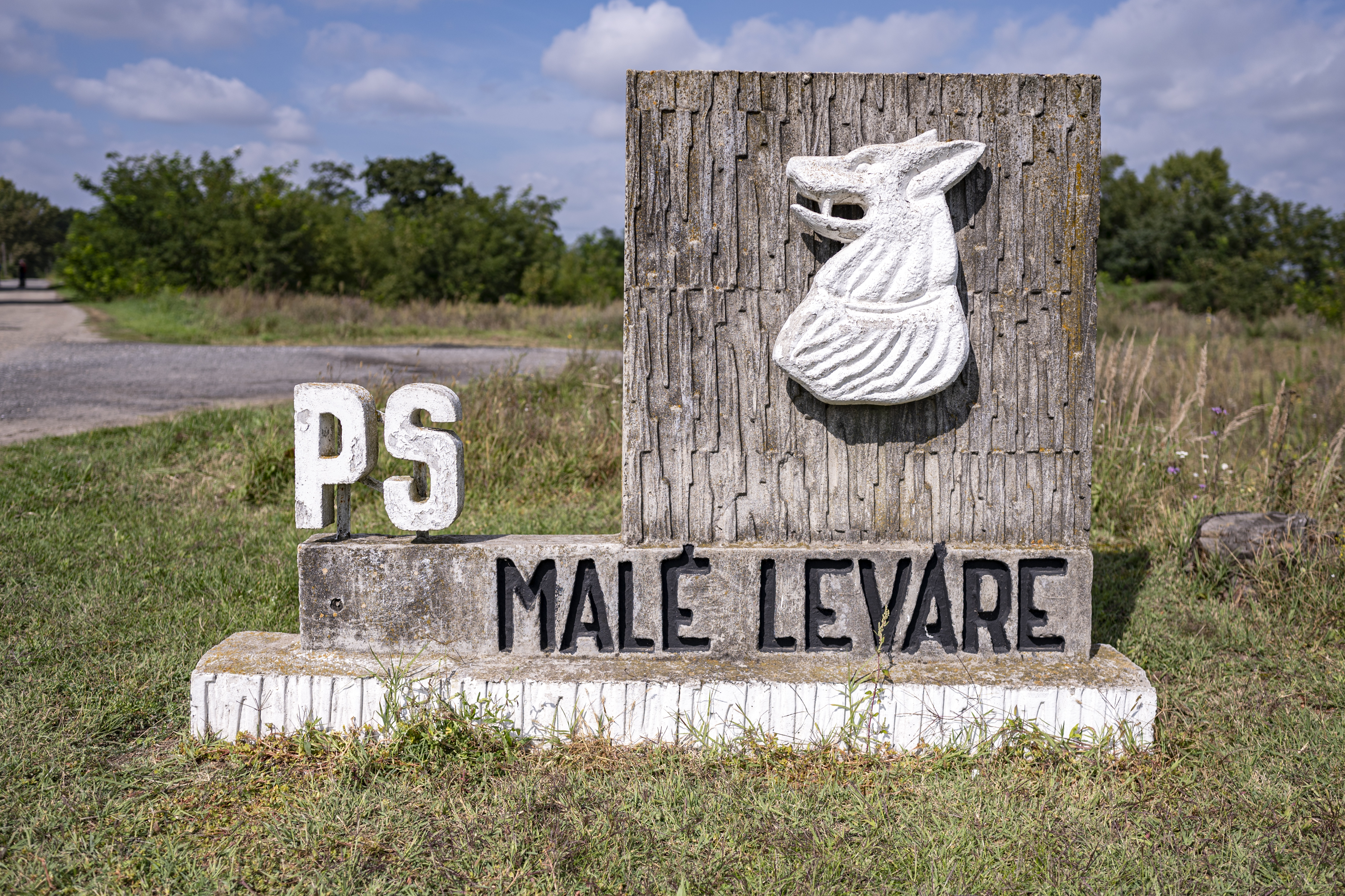
Znak Pohraniční stráže, Malé Leváre

Služební psi, především pak psi Pohraniční stráže, byli i nedílnou součástí propagandy komunistického režimu. Pomáhal jim v tom například magazín Pohraničník, kde byly výkony psů a jejich psovodů připomínány a často nadsazovány.
Železná opona se na západní hranici Československa začala stavět již roku 1948, nicméně prakticky nepropustnou se stala až v letech 1952 a 1953, kdy došlo k zaminování a osazení dráty vysokého napětí. Pro případ, že by ani tato opatření nestačila, začali být od roku 1945 na hranice nasazováni služební psi. K rozmachu jejich chovu došlo v 50. letech se založením dvou hlavních chovatelských stanic: v Domažlicích a v Prackovicích nad Labem. V obou obcích sídlily stanice určené speciálně pro psy využívané bezpečnostními složkami a obě přečkaly i pád režimu. Prackovická stanice Z Pohraniční stráže byla založena roku 1953 a cvičila hlavně německé ovčáky, kteří měli sloužit pro hlídání hranic. Mimo nich zde ale probíhal i výcvik bíglů, bloodhoundů, labradorských retrívrů nebo dobrmanů. Provoz byl ukončen v roce 2011, nicméně v červenci 2018 byl po rekonstrukci znovu obnoven.
Druhá chovatelská stanice určená pro psy využívané bezpečnostními složkami byla založena v Hostouni roku 1958. V roce 1962 se pak přesunula do blízkých Domažlic a během 70. let byl celý areál zrekonstruován. V roce 2018 byl provoz ukončen a feny ze stanice byly převezeny do Prackovic.
V roce 1950 měla pohraniční stráž již 150 psů, do roku 1951 to bylo 250 a v roce 1955 přes tisíc. Jejich hlavním úkolem bylo pátrání po narušitelích a hlídání muničních skladů a podobných prostor. Zařazováni byli též do prověřovacích hlídek, kde kontrolovali projíždějící vozidla.
V roce 1951 byla též v Srní u Sušice zřízena škola pro psovody, ta se později přesunula do Doupova. Tam byl roku 1954 zřízen vojenský areál a škola se znovu přesunula, tentokrát do Libějovic u Vodňan. Změnil se i způsob výcviku: psi byli cvičeni podle zjištěných vloh, ne podle jednotného plánu. Na žádost Ministerstva zdravotnictví se zde také vybírali psi vhodní pro slepecký výcvik. Roku 1952 bylo též založeno nové výcvikové středisko v Býchorech u Kolína, kam byli přesunuti všichni psi z Pyšel a tím tamější chov zanikl. K roku 1955 sloužilo u Pohraniční stráže celkem 1081 psů.
Na konci 60. a začátku 70. let byly na hranice zařazeny i jednotky samostatně útočících psů (též SUPů). Ti byli umístěni v kotcích, které se otevíraly na signál spuštěný v případě narušení. Následně bylo jejich cílem narušitele zastavit a počkat do příchodu hlídky. To vedlo i k úmrtí osmnáctiletého Hartmuta Tautze, který se v srpnu 1986 pokusil překonat československo-rakouské hranice u bratislavské Petržalky. Dostihla ho ale skupina psů a na jimi způsobená zranění nakonec zemřel. Na vině byla i lhostejnost ze strany příslušníků Pohraniční stráže, kteří ho dopravili k lékaři až po dlouhé době.

#### Brek
Jedním z nejznámějších psů té doby byl Brek, který se několikrát objevil v magazínu Pohraničník a podle příběhů měl v 50. letech na československo-rakouské hranici zadržet až 62 narušitelů. Tehdejší ministr národní bezpečnosti zakázal jeho případné utracení; měl zemřít přirozenou smrtí a v příkladné péči. Tak se skutečně stalo a následně byl vypreparován a přesunut do tehdejšího Muzea SNB a vojsk MV.

#### Experimentování skřížením psů a vlků

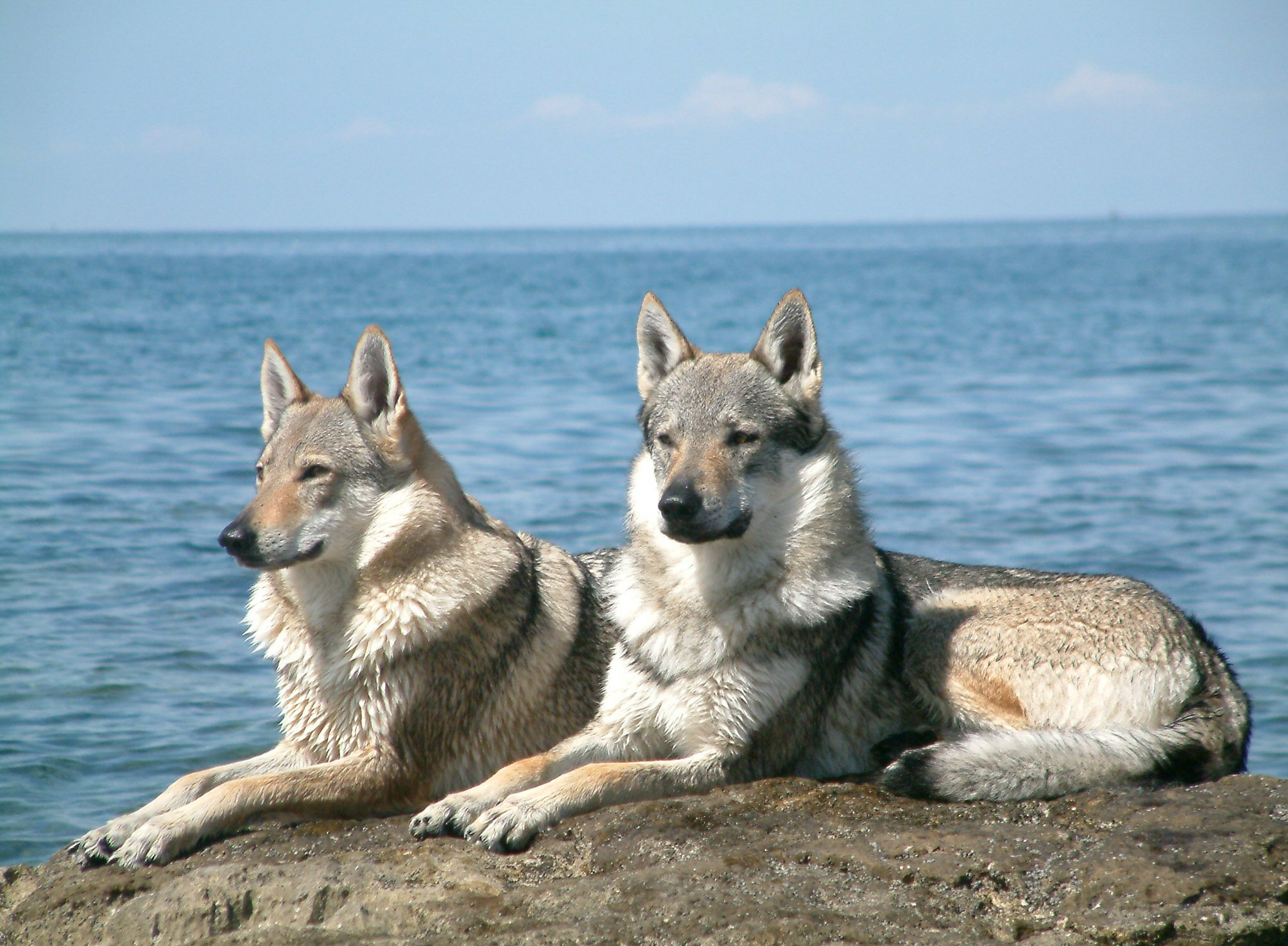
Pár československých vlčáků

V 50. letech 20. století začal český kynolog Karel Hartl prosazovat experiment, během kterého se měli křížit čistokrevní vlci s německými ovčáky. Výslední jedinci měli být zdravější a vytrvalejší, než standardní služební psi, a měli sloužit k hlídání hranic a službě u armády. První vrh přišel na svět v jihočeských Libějovicích 26. května 1958 a jeho rodiči byli samice karpatského vlka jménem Brita a německý ovčák Cézar z Březového háje. Brita se stala i zakladatelkou druhé linie, a to s Kurtem z Václavky. Třetí linie vznikla až roku 1968 a v Býchorech ve Středočeském kraji, tentokrát byl otcem vlk Argo a matkou fena německého ovčáka Asta. Následovalo ještě několik napůl vlčích vrhů a poslední přikřížení vlka proběhlo v roce 1983.
Výslední jedinci byli sice velice vytrvalí, ale, především co se první generace týče, nebyli schopni se naučit zadržení – figuranta pouze obíhali. Až jedinci ze třetí a čtvrté generace byli použiti jako služební.

### Současný chov armádních psů
Armáda České republiky má své kynologické centrum v Chotyni v Libereckém kraji, kde probíhá výcvik psovodů i psů samotných. Dělí je na několik kategorií a psi v nich zařazení se liší schopnostmi i povahou: hlídkoví obranní, strážní, hlídkoví všestranní a psi určení pro speciální pachové práce. Například jedinci na pachové práce by měli mít silný kořistnický pud a dobrou výdrž, zatímco strážní a hlídkoví by v sobě měli mít přirozenou agresivitu. Na rozdíl od policie, armáda nemá vlastní chovatelské stanice a psy vykupuje ve věku mezi jedním a třemi roky od civilních chovatelů. Po výcviku jsou nasazeni buďto přímo v Česku, v zahraničí nebo na ministerstvu obrany.
K roku 2019 měla česká armáda okolo dvou stovek služebních psů.

## Soutěže
Služební psi se mohou se svými psovody zúčastňovat i speciálních soutěží pro ně určených. Českou nejvyšší soutěží je Policejní mistrovství České republiky psovodů, zvané též O pohár policejního prezidenta, ve které soutěží jednotlivci i družstva v různých kategoriích. Jednotlivé ročníky se mezi sebou liší, někdy jsou omezené pouze na specializované psy. Další soutěží je například Mezinárodní mistrovství služebních psů celní správy, kterou pořádá Světová celní organizace (WCO) a která se soustředí na vyhledávání drog a tabáku. Mimo psovodů a psů z Česka se jí účastní i dvojice z Ruska, Německa, Moldavska a jiných zemí.

## Služební psi vkultuře
Policejní i vojenští psi bývají často vyobrazováni v populární kultuře. Příkladem může být známý rakouský seriál Komisař Rex a jeho italské pokračování Návrat komisaře Rexe. Seriál sleduje řešení případů vražd vídeňskou, později římskou, kriminálkou s německým ovčákem v čele, a v roce 2013 vznikl i celovečerní spin-off film Komisař Rex – doba ledová (v originále Kommissar Rex – Eiszeit). Německý ovčák je také hlavním hrdinou celovečerního filmu K-9, můj přítel se studeným čumákem, který popisuje nevšední vztah mezi služebním psem a jeho novým psovodem z oddělení narkotik.